# Тугольдово
Ту́гольдово (бел. Тугальдава) — деревня в составе Рясненского сельсовета Дрибинского района Могилёвской области Республики Беларусь.

## Население
- 1999 год — 26 человек
- 2010 год — 10 человек